# 당진시의 향토유적
"당진시의 향토유적은 다음 각 호에 해당하는 것을 말한다.
1. 「문화재보호법」규정에 의거 지정되지 아니한 것으로서 향토의 역사상·예술상·학술상 가치가 있는 것과 이에 준하는 자료
2. 향후 문화재로서 보존가치가 있을 것으로 기대되는 유적
3. 향토문화·토속·풍속을 연구하는데 필요한 자료

## 지정 목록
| 번호 | 그림 | 명칭           | 소재지                                           | 소유자 (관리자)          | 지정·해제일자        | 비고 |
| ---- | ---- | -------------- | ------------------------------------------------ | ------------------------ | -------------------- | ---- |
| 1호  |      | 면천군자정     | 당진시 면천면 성상리 778                         | 당진시                   | 1993년 5월 21일 지정 |      |
| 2호  |      | 차천로영당     | 당진시 대호지면 적서리 409                       | 차준대                   | 1993년 5월 21일 지정 |      |
| 3호  |      | 최충영정       | 당진시 송산면 무수리 산10                        | 최근영                   | 1993년 5월 21일 지정 |      |
| 4호  |      | 이시경정려     | 당진시 대호지면 송전리 369                       | 이상억                   | 1993년 5월 21일 지정 |      |
| 5호  |      | 입한재         | 당진시 원당동 146                                | 송동석                   | 1993년 5월 21일 지정 |      |
| 6호  |      | 안국사지       | 당진시 정미면 수당리 684                         | 김옥화(원상스님)         | 1997년 6월 20일 지정 |      |
| 7호  |      | 탑동석물       | 당진시 채운동 445-5                              | 당진시                   | 1997년 6월 20일 지정 |      |
| 8호  |      | 석장승(돌미륵) | 당진시 신평면 운정리 568                         | 당진시                   | 1997년 6월 20일 지정 |      |
| 9호  |      | 정자형가옥     | 당진시 합덕읍 대합덕리 471-2                     | 김관식                   | 2005년 8월 29일 지정 |      |
| 10호 |      | 승전목 전승지  | 당진시 면천면 사기소리 이배산과 웅산의 협곡 일대 | 당진시 승전목 기념사업회 | 2018년 6월 28일 지정 |      |

## 참고 문헌
- 당진시 홈페이지 - 고시/공고